# The Unexpected
The Unexpected era uma revista em quadrinhos do tipo antologia dedicada aos gêneros fantasia e terror, uma continuação de Tales of the Unexpected, publicada pela DC Comics . The Unexpected publicou 118 edições, do nº 105 (fevereiro a março de 1968) ao nº 222 (maio de 1982). Como resultado da chamada Implosão da DC no final de 1978, começando em 1979, The Unexpected absorveu os outros títulos de terror da DC, House of Secrets, The Witching Hour e Doorway to Nightmare em suas páginas. Os anfitriões de terror apresentados no The Unexpected incluem The Mad Mod Witch, Judge Gallows, Abel e The Witches Three.
Este título não deve ser confundido com The Unexpected publicado pela DC Comics em 2018.

## Histórico da publicação
Ao contrário da série anterior, The Unexpected era uma antologia de fantasia a princípio, depois se transformou em uma antologia de terror no estilo de House of Secrets e House of Mystery .
A série foi publicada no formato 100 Page Super Spectacular de # 157 (maio a junho de 1974) a # 162 (março a abril de 1975).
O Especial Inesperado foi publicado em 1977 como uma edição da DC Special Series .
Com a edição # 189 – 1979), The Unexpected convertido para o formato Dollar Comics e incorporou os títulos anteriormente cancelados Casa dos Segredos, A Hora Witching, e Doorway to pesadelo .
Com a edição 196 (março de 1980), a série foi restaurada para o tamanho padrão e, em vez de três edições completas em uma, havia uma história por edição. O conteúdo da Casa Secreta continuou na edição nº 208; O conteúdo da Hora das Bruxas continuou a aparecer até a edição 209 (abril de 1981), que incorporou a série de ficção científica Time Warp . A edição final da série era # 222 (maio de 1982), que incluía obras de arte de Marc Silvestri.

## Características regulares
O primeiro " apresentador " da série foi o Mad Mod Witch, que apareceu pela primeira vez na edição 108, a quarta edição da série revivida. The Mad Mod Witch - mais tarde conhecido como "Fashion Thing" em The Sandman, de Neil Gaiman - atuou como apresentador nas edições 108-112, 114-116, 140 e 162; enquanto o juiz Gallows cumpriu esse papel nas edições # 113, 118, 121, 125 e 133. O juiz Gallows também apareceria anos depois, ao lado de Abel e as Três Bruxas, nas edições 203 e 205. O personagem Judge Gallows apareceria mais tarde no arco final da história de The Dreaming .
Nick Cardy foi o artista de capa de The Unexpected para as edições # 111, 116-117, 119-120, 123, 125–139 e 141-162.
Cada história "Inesperada" sempre incluiria a palavra "inesperada" no último painel. Após a fusão da série com House of Secrets e The Witching Hour, isso aconteceu apenas na seção Inesperada ; haveria, então, edições completas, sem propaganda, de The Witching Hour, hospedado por suas bruxas, e The House of Secrets, apresentado por Abel . O recurso Hora das Bruxas foi alternado com Doorway to Nightmare, estrelado por Madame Xanadu, que apareceu nas edições # 190, 192, 194 e 195.

### Johnny Peril
O único recurso contínuo da série em qualquer momento foi "Johnny Peril", que passou das edições 106 a 117. Nas edições nº 111, o protagonista titular foi anunciado como um "aventureiro do estranho". Johnny Peril retornou nas edições 200 e 205-213.
As raízes de Johnny Peril, antes de sua primeira aparição em The Unexpected, apareceram na história única "Just a Story" no Comic Cavalcade # 15 da All-American Comics (julho de 1946), do escritor e artista Howard Purcell .
Com a edição 22 (setembro de 1947), a série de antologia "Just a Story" ganhou o repórter de jornal Johnny Peril, que muitas vezes atuou como testemunha ou narrador, e não como parte integrante da narrativa. Com esta edição, o título da série tornou-se "Johnny Peril conta apenas uma história", acabou mudando para "Johnny Peril's Surprise Story", quando Johnny se tornou o herói de dois punhos da série até que a série terminou com a edição # 29 (novembro de 1948). De acordo com a Encyclopedia of Golden Age Superheroes, de Jess Nevins, "ele é um aventureiro que se envolve com quase todo tipo de inimigo em quase todo tipo de cenário, desde as selvas do Congo às selvas de concreto de Nova York e a lua".
Até então, o personagem estava aparecendo em seu próprio recurso de backup na All-Star Comics, começando no número 42 (setembro de 1948). Purcell permaneceu nas primeiras histórias de All-Star, com os artistas Joe Kubert, Gil Kane, Carmine Infantino e outros mais tarde trabalhando no título até o número 57 (março de 1951). Johnny passou a estrelar a quinta e última edição de Danger Trail (abril de 1951). Suas últimas aparições antes de seu retorno à Idade da Prata, em 1968, ocorreram em Sensation Comics # 107-116 (fevereiro de 1952 - agosto de 1953; intitulado Sensation Mystery # 110-116), onde os artistas incluíam Alex Toth e Frank Giacoia 

### 2011 one-shot
Um especial one-shot de The Unexpected foi publicado pela Vertigo em 2011.

## Edições coletadas
The Steve Ditko Omnibus Volume 1 inclui The Unexpected # 189: "Dead Man's Eyes" de Jack Oleck e Steve Ditko e The Unexpected # 221: "EM the Energy Monster" de Ditko, 480 páginas, setembro de 2011, ISBN 1-4012-3111-X   